# Ling-Temco-Vought

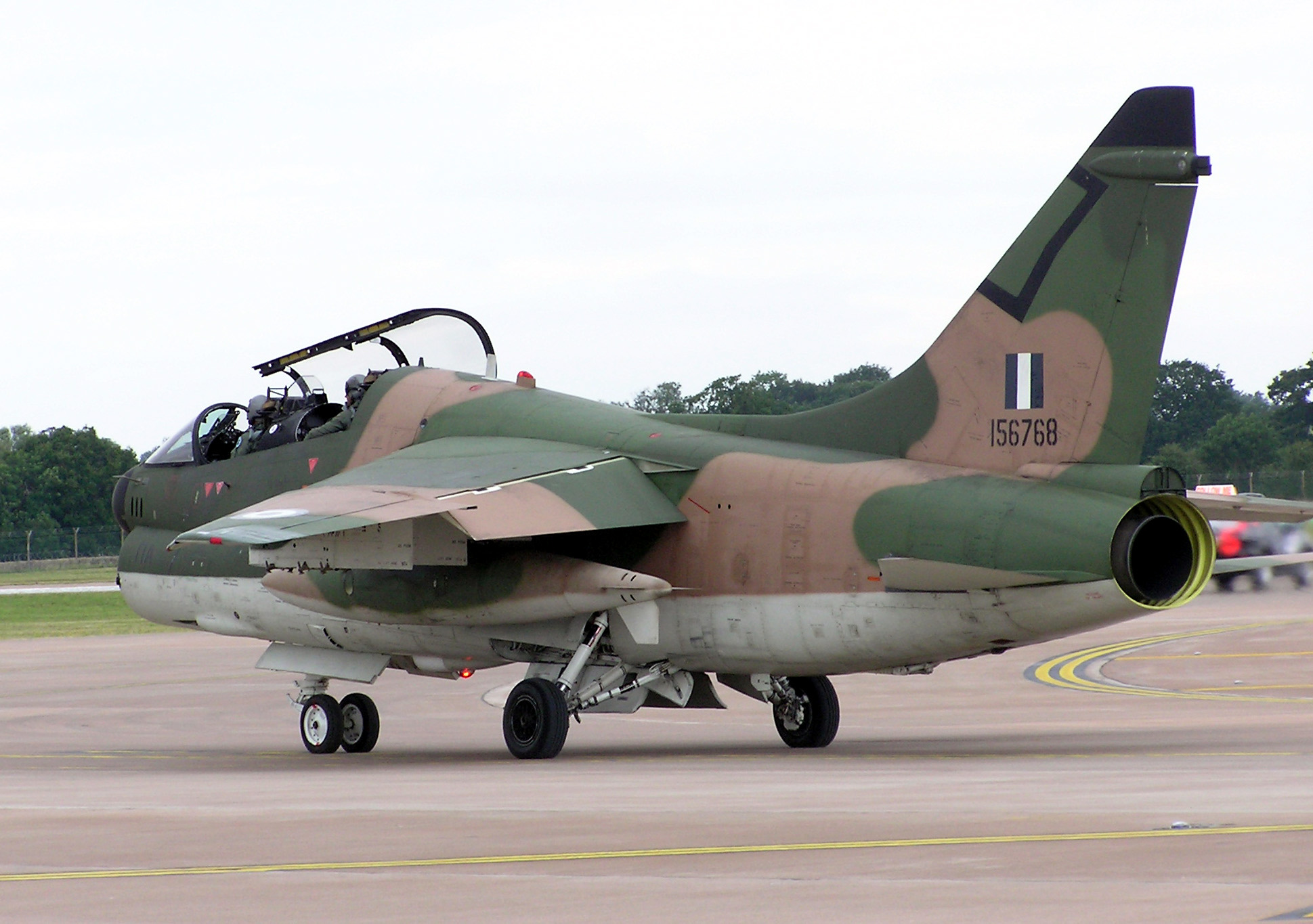
Un A-7 Corsair II della Ling-Temco-Vought, delle forze aeree elleniche, al British airshow, nel 2005

Ling-Temco-Vought (LTV) è stato un conglomerato statunitense esistito dal 1961 al 2000. Ha prodotto per l'industria aerospaziale, elettronica, metallurgica, di articoli sportivi, di trasporti aerei, di confezionamento, di noleggio e farmaceutica.
Nacque nel 1947 dalla Ling Electric Company, poi Ling-Temco-Vought, seguita dalla LTV Corporation e successivamente dalla LTV Steel, cessata negli anni Duemila.

## Storia

### Ling Electric Company
Nel 1947 James Ling fondò a Dallas la Ling Electric Company nel retronegozio. Dal 1955 una volta resa pubblica l'azienda ci fu l'espansione della compagnia, con vendite porta-porta e presso le fiere dello Stato del Texas.

### Ling-Temco-Vought
Nel 1956, Ling compra la L.M. Electronics e nel 1959 la Altec Electronics, attiva nell'elettroacustica. Nel 1960 ci fu la fusione con la Temco Aircraft, che produceva missili; con fondi addizionali messi da Troy Post comprarono la Chance Vought. Il gruppo divenne Ling-Temco-Vought. Ling costruì uno dei maggiori conglomerati degli anni '60.

#### Acquisizioni
Nel 1964 Ling creò una holding company e fondò tre compagnie: LTV Aerospace, LTV Ling Altec e LTV Electrosystems (più tardi E-Systems, poi parte della Raytheon IIS, e dal 2002 parte della L-3 Communications-Integrated Systems, L-3/IS).
Accumularono capitali tali da acquisire più società, come nel 1965 la Okonite, nel 1967 la Wilson and Company, nota per il golfing equipment, ma anche in ambito farmaceutico. Più tardi le tre divisioni principali divennero tre aziende distinte quotate alla American Stock Exchange; divennero note, come trader nickname, "Golfball," "Meatball," e "Goofball,".
Nel 1968 la Greatamerica, servizi postali Braniff International Airways, National Car Rental e J & L Steel. Acquisirono resort a Acapulco, Guerrero in Messico e a Steamboat Springs, Colorado.
Nel 1969 LTV comprò 33 aziende, impiegando 29.000 dipendenti, offrendo 15.000 diversi prodotti.
Lo stesso anno gli investitori capirono che le conglomerate non crescevano più velocemente delle aziende prima separate.

#### La conglomerata e l'antitrust nasce LTV Corporation
Una legge anti-trust fu emanata lo stesso anno, e il consiglio di amministrazione rimosse Ling nel 1970 che lasciò l'azienda, sostituito da Paul Thayer. Nel 1971 dopo l'antitrust in vigore, LTV vendette la Braniff la Okonite; Thayer cambiò il nome da Ling-Temco-Vought a LTV Corporation.
Nel 1975 il CEO Thayer fu indagato per truffa e fu sostituito da Raymond Hay della Xerox.
L'azienda incontrò problemi, in particolare la LTV Aerospace; il nome Vought rimase indipendente dalla Vought Corporation mentre la divisione missili divenne parte della Loral e più tardi Lockheed Martin Missiles and Fire Control.

#### Prima bancarotta
Nel luglio 1986, LTV Corporation chiede il Chapter 11 per la protezione dalla bancarotta. Con 6,14 miliardi di US$ di asset totali e 4,59 miliardi di debiti. Fu la bancarotta più grande degli USA fino a quel momento.
La compagnia entrò in una serie di disinvestimenti, tra i quali il più noto fu l'intera divisione aerospaziale della LTV Aerospace; la componente aerospaziale tenne il nome Vought Corporation, mentre la divisione missili divenne parte della Loral Corporation e divenne più tardi la Lockheed Martin Missiles and Fire Control. Dopo il 1984 la fusione con Jones and Laughlin e la sua sussidiaria Republic Steel Corporation, l'azienda continuò ad esistere solo per la produzione di acciaio, rinominandosi LTV Steel, trasferendo la sede a Cleveland nel 1993.
LTV non uscì dalla amministrazione controllata fino al 28 giugno 1993, una delle bancarotte più complesse di sempre degli USA.
Nel 1999 LTV acquisì la Copperweld Corporation dalla francese Imétal S.A.

#### Seconda bancarotta
LTV Steel chiede il fallimento Chapter 11 il 29 dicembre 2000. Gli asset vennero fusi con la Weirton Steel formando la International Steel Group. Alcune sussidiarie in ambito ferroviario – Chicago Short Line Railway, Cuyahoga Valley Railway e River Terminal Railway – divennero della ISG, mentre la Ohio Central Railroad System acquisì la Aliquippa and Southern Railroad e la Mahoning Valley Railway. La Monongahela Connecting Railroad è controllata dalla Allegheny Valley Railroad.
Nel 2002 la Lombard Metals Corp di Bala Cynwyd, Pennsylvania, compra l'inventario per un totale di 224 milioni di libbre d'acciaio depositate in 58 diverse località degli USA.

## Velivoli
- LTV A-7 Corsair II
  - Vought YA-7F
- Chance Vought LTV XC-142
- LTV L450F
- Vought Model 1600

## Missili
- MGM-52 Lance
- ASM-135 ASAT
- Vought HVM
- MGM-140 ATACMS

## Aeromobile a pilotaggio remoto
- LTV XQM-93